# レオン・モラーヌ

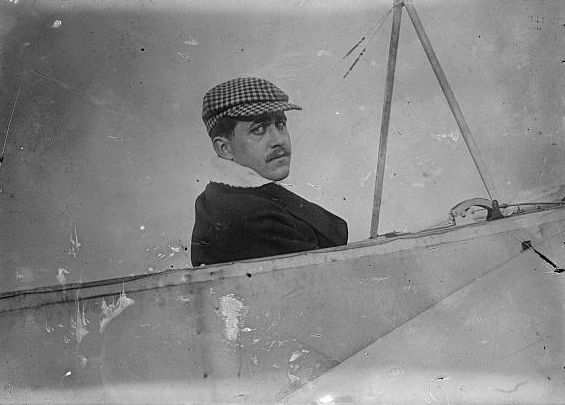
Leon Morane

レオン・モラーヌ（Léon Morane、1885年4月11日 - 1918年10月9日）はフランスのパイロットである。モラーヌ・ソルニエの創立者である。
パリで生まれた。1910年4月19日にパイロット免許を得て、1910年7月10日ブレリオ機で飛行し、106km/h の当時の世界速度記録を樹立し、1910年9月3日、2584mの高度記録も樹立した。1910年10月5日、弟のロベールとブレリオ機でミシュラン・トロフィー・レースに参加し、事故を起こし負傷した。その時、治療中の病院を訪れた友人の航空エンジニアのレイモン・ソルニエと話し合い、1911年10月10日、モラーヌ・ソルニエ（Société Anonyme des Aéroplanes Morane-Saulnier）を設立した。モラーヌ・ソルニエはモラーヌ＝ボレル社から設計を引き継いだ単葉機から航空機の製作をはじめ、第一次世界大戦初期の戦闘機、モラーヌ・ソルニエ Lなどで商業的に成功するが、レオン・モラーヌは1918年スペインかぜの犠牲者の1人となった。